# Said Szarafiejew
Said Mingazowicz Szarafiejew (ros. Саид Мингазович Шарафеев, ur. 3 stycznia 1906 we wsi Psiejewo w guberni wiackiej, zm. 29 stycznia 1975 w Kazaniu) – przewodniczący Rady Komisarzy Ludowych/Rady Ministrów Tatarskiej ASRR (1943-1950 i 1957-1959).
1925 ukończył technikum pedagogiczne i został przewodniczącym rady wiejskiej w Tatarskiej ASRR, 1926-1927 pracownik komitetu wykonawczego rady gminnej, od 1927 kierownik sekcji finansowej komitetu wykonawczego rady gminnej, później przewodniczący komitetu wykonawczego rady gminnej. Od 1929 członek WKP(b), 1930-1933 kierownik krasnoborskiego oddziału finansowego, 1933-1936 kierownik arskiego rejonowego oddziału finansowego, 1936-1937 przewodniczący komitetu wykonawczego woroszyłowskiej rady rejonowej. 1937-1942 ludowy komisarz finansów Tatarskiej ASRR, 1942-1943 zastępca przewodniczącego Rady Komisarzy Ludowych Tatarskiej ASRR, 1943-1950 przewodniczący Rady Komisarzy Ludowych/Rady Ministrów (od 1946) Tatarskiej ASRR. 1950-1954 zaocznie studiował w Wyższej Szkole Partyjnej przy KC WKP(b)/KPZR, 1951-1957 minister finansów Tatarskiej ASRR, 1957-1959 ponownie premier Tatarskiej ASRR, od 1959 na emeryturze. Deputowany do Rady Najwyższej Tatarskiej ASRR 1, 2 i 4 kadencji i do Rady Najwyższej ZSRR 1, 2 i 3 kadencji.